# Поздняков, Борис Сергеевич
Борис Сергеевич Поздняков (1903—1979) — государственный деятель, доктор технических наук; Герой Социалистического Труда (1954), лауреат двух Сталинских премий (1949, 1951). Начальник Научно-технического управления МСМ СССР и ГК Совета Министров СССР по использованию атомной энергии.

## Биография
Родился в городе Орле в бедной многодетной семье. После окончания школы работал на Рижско-Орповской железной дороге.
В 1928 году он окончил механический факультет Ленинградского политехнического института.
Во время учёбы проходил практику на станции Люблино Московско-Курской железной дороги, работал техником и дизелистом, а затем ещё год работал инженером по дизелям и ремонту локомотивов.
С 1929 года Б. С. Поздняков начал работать конструктором на Коломенском машиностроительном заводе им. Куйбышева.
До 1939 года Поздняков назначался начальником сектора Конструкторского бюро, управляющим Центральным бюро «Локомотивпроект», главным конструктором и заместителем главного инженера Коломенского машиностроительного заводе им. Куйбышева.
В 1939 году Бориса Сергеевича переводят в Наркомат тяжёлого машиностроения СССР на должность председателя Технического совета.
В 1945 году его назначили учёным секретарем Научно-технического совета Первого главного управления при СМ СССР. В документе, подписанном Л. П. Берией отдельным пунктом значилось, что за ним следует сохранить «все условия материально-бытового обслуживания, которыми он пользовался по прежнему месту работы».
С 1953 года он был назначен на должность начальника Управления энергетического оборудования, а в конце этого же года начальником Научно-технического управления МСМ СССР.
4 января 1954 года «По итогам работы над термоядерным зарядом РДС-6», Указом Президиума Верховного Совета СССР Позднякову Борису Сергеевичу было присвоено звание Герой Социалистического Труда, с вручением ордена Ленина и Золотой медали «Серп и Молот»
С 1960 года Б. С. Позднякова переводят начальником Научно-технического управления в Государственный комитет по использованию атомной энергии при Совете Министров СССР.
В 1978 году Б. С. Поздняков ушёл на заслуженный отдых. Скончался в 1979 году в Москве. похоронен на Преображенском кладбище.

## Награды
- Дважды Лауреат Сталинской премии (1949, 1951);
- орден «Знак Почёта»;
- Три ордена Трудового Красного Знамени (в том числе 11.09.1956);
- Три ордена Ленина (15.04.1939, 29.10.1949, 04.01.1954);
- Звание Герой Социалистического Труда с вручением Золотой медали «Серп и Молот» (04.01.1954).